# محوطه خاک سفید
محوطه خاک سفید مربوط به دوران‌های تاریخی پس از اسلام است و در شهرستان گرگان، بخش مرکزی، روستای چهار باغ واقع شده و این اثر در تاریخ ۱۰ بهمن ۱۳۸۳ با شمارهٔ ثبت ۱۱۲۷۴ به‌عنوان یکی از آثار ملی ایران به ثبت رسیده است.